# Pluvionivòmetre
Un pluvionivòmetre és un pluviòmetre, normalment de grans dimensions i capacitat, destinat a la mesura de les precipitacions caigudes durant llargs períodes en indrets poc accessibles, on la lectura s'efectua poques vegades a l'any, com ara les zones muntanyoses. Al recipient s'hi introdueix solució anticongelant perquè no es glaci l'aigua de la pluja i perquè es desfacin la neu i la calamarsa. Per evitar l'evaporació també s'hi introdueix una capa d'oli mineral de punt de congelació baix que cobreix la barreja.